# 김유미 (2006년 미스코리아)
김유미(1983년 11월 21일 ~ )는 대한민국의 기업인, 대한민국의 미스코리아이며 국제 멘사(MENSA) 회원이다. 슬하에 아들이 하나 있다. 연세대학교 의류환경학과 재학 중 2006년 미스코리아 미, 포토제닉, 미스서울 선 수상을 계기로 잠시 방송활동을 하기도 했지만, 졸업 후부터 현재까지는 대학 전공을 살려 패션업에 종사해 왔다. 2011년 국내 문구 업체인 바른손이 이태리 명품 브랜드 ‘라펠라(La Perla)’와 국내 독점 라이센스 계약을 하며 런칭 멤버로 합류했다. 2013년 6월 영국의 PGM(Pacific Global Management)그룹이 브랜드를 인수하며 대대적인 리뉴얼을 진행하면서 2014년 파트너사였던 바른손의 라펠라사업부를 인수, 라펠라코리아유한회사를 출범함과 동시에 김유미를 라펠라코리아 지사장으로 임명했다.

## 학력
- 1999년 강원과학고등학교 졸업
- 2005년 뉴욕 Columbia University ALP 수료
- 2007년 연세대학교 의류환경학과 졸업

## 경력
- 2009년 : 한국일보 문화사업단, 대외협력부
- 2010년 : 뮈샤 마케팅 디렉터
- 2012년 12월 ~ 2014년 11월 : 바른손홀딩스 라펠라사업부 마케팅 팀장
- 2014년 12월 ~ 2016년 5월 : 라펠라코리아 지사장